# Récif de Cuarteron
Le  récif de Cuarteron est un récif situé dans les îles Spratleys en mer de Chine méridionale. Il est contrôlé par la République populaire de Chine, mais est revendiqué par le Viet-Nam et les Philippines. Il fait l'objet d'aménagement dans le cadre de la grande muraille de sable.